# Ирменский район
Ирменский район — административно-территориальная единица в составе Западно-Сибирского края и Новосибирской области РСФСР, существовавшая в 1935—1954 годах.
Район был образован в составе Западно-Сибирского края 18 января 1935 года под названием Ярковский район. Центром района было назначено село Ярки.
23 февраля 1935 года Ярковский район был переименован в Ирменский район, а его центр перенесён в село Верх-Ирмень.
28 сентября 1937 года Ирменский район был отнесён к Новосибирской области.
В 1945 году в район входили 12 сельсоветов: Верх-Ирменский, Верх-Чиковский, Козихинский, Красноярский, Пичугинский, Плотниковский, Пронькинский, Сенчанский, Темновский, Тихоновский, Шиловский, Ярковский.
23 декабря 1954 года Ирменский район был упразднён, а его территория разделена между Новосибирским и Ордынским районами.